# 鲍里斯·鲍里索维奇·叶戈罗夫
鲍里斯·鲍里索维奇·叶戈罗夫（俄语：Бори́с Бори́сович Его́ров，1937年11月26日—1994年9月12日），是苏联的宇航员，与1964年弗拉基米尔·米哈伊洛维奇·科马罗夫、康斯坦丁·彼得罗维奇·费奥克蒂斯托夫一起乘坐日出1号进行太空探索。